# La Rivière Subarnarekha
Pour plus de détails, voir Fiche technique et Distribution.
La Rivière Subarnarekha (titre original : Subarnarekha) est un film indien réalisé par Ritwik Ghatak en 1962 et sorti en 1965. C'est le troisième et dernier volet d'une trilogie consacrée au drame des réfugiés du Bengale oriental, à la suite de la partition du Raj britannique, en août 1947, qui comprend également L'Étoile cachée (1960) et Mi bémol (1961).

## Synopsis
Habitant un camp de réfugiés au Bengale, Ishwar s'apprête à y fonder une école, mais rencontre un jour un ami d'université qui lui propose d'aller travailler dans une fonderie, le long de la rivière Subarnarekha. Il s'y rend avec sa petite sœur Shita et un orphelin de basse caste, Abhiram. Celui-ci est bientôt envoyé au collège, tandis que Shita demeure à la maison où elle étudie la musique. Des années plus tard, ses études terminées, Abhiram revient au foyer et prend conscience des sentiments amoureux qu'il nourrit à l'égard de Shita. Ceux-ci sont d'ailleurs réciproques. Soucieux pour son avenir, Ishwar veut envoyer Abhiram obtenir un diplôme d'ingénieur en Allemagne. Il ne peut épouser Shita, car il n'est pas de sa caste. Ishwar commence à faire rencontrer des personnalités de son rang à Shita, mais celle-ci s'enfuit le jour du mariage pour aller rejoindre Abhiram à Calcutta. Là, ils se marient et donnent naissance à un garçon, Binu. Plusieurs années plus tard, au cours d'un accident d'autocar dont il est le conducteur, Abhiram est lynché à mort. Désormais seule, Shita se prostitue pour survivre. Au village, Ishwar, seul lui aussi et en proie à une énorme culpabilité depuis l'échec de l'éducation des deux jeunes, traverse une période de désespoir. Un ami, Haraprasad, qu'il a connu dans le camp de réfugiés et qui lui aussi a tout perdu, l'emmène à Calcutta afin de l'égayer. Là, Ishwar, en état d'ivresse, égare ses lunettes et lorsqu'il pénètre dans un taudis, chez une prostituée, il ne reconnaît pas sa sœur Shita. Celle-ci, folle d'humiliation, se suicide. Ishwar, titubant, repart, le couteau ensanglanté à la main, s'accusant du crime. Après deux ans de combats juridiques, il est déclaré innocent et retourne dans son village avec son petit neveu Binu.

## Fiche technique
- Titre du film : La Rivière Subarnarekha
- Titre original : Subarnarekha
- Scénario et réalisation : Ritwik Ghatak, d'après une nouvelle de Radheyshyam Jhunjhunwala
- Photographie : Dilipranjan Mukherjee - noir et blanc/35 mm
- Montage : Ramesh Joshi
- Son : Mrinal Guha Thakurta, Shyamsundar Ghosh, Jyoti Chatterjee
- Musique : Ustad Bahadur Khan
- Décors : Rabi Chatterjee
- Production : J.J. Films Corporation
- Durée : 139 minutes
- Langue : bengali
- Pays d'origine :  Inde
- Année de réalisation : 1962
- Sortie : 1er octobre 1965
- Genre : Film dramatique

## Distribution artistique
- Abhi Bhattacharya : Ishwar
- Madhabi Mukherjee : Shita adulte
- Satindra Bhattacharya : Abhiram adulte
- Bijan Bhattacharya : Haraprasad
- Gita Dey : la mère d'Abhiram
- Ritwik Ghatak joue le rôle du professeur de musique

## Commentaires
Subarnarekha se présente comme une synthèse de l'œuvre de Ritwik Ghatak : les thèmes - le déracinement, la nostalgie de l'unité perdue, la recherche d'un toit et d'une sécurité matérielle -, les lieux - le fleuve des origines, la terre stérile opposée au vert paradis -, la musique de Ustad Bahadur Khan sur des chants de Tagore et une dimension esthétique portée à des sommets.
Selon Charles Tesson, Subarnarekha serait, peut-être, de tous les films de Ghatak, celui qui donne la plus fidèle image de ce réalisateur, « monstre à deux têtes, avec d'un côté, le marxiste rigoureux, convaincu et engagé, l'admirateur de Brecht, et de l'autre, l'homme déraisonnable qui adore Luis Buñuel (Nazarín est son film préféré). » « Comment reçoit-on un film comme Subarnarekha ? À la fois comme une caresse et comme une gifle », lance-t-il plus loin.
« Je ne peux pas vraiment expliquer tous les niveaux différents de Subarnarekha. J'ai composé la structure et puis j'ai plongé dans les profondeurs. Ce qui a suivi était la plupart du temps spontané. Quoiqu'il y ait dans ce que j'ai montré, il n'y a aucun désespoir. » (Ritwik Ghatak)

## À propos deSubarnarekha: une mise au point de Ritwik Ghatak
À la suite de la publication de certaines critiques, Ritwik Ghatak a ressenti le besoin d'écrire quelques lignes sur son film. « Quelques spectateurs savants ont eu le sentiment, après avoir vu le film et lu certains de mes écrits de jeunesse, que je professais une doctrine du désespoir. Une philosophie du désespoir et de la décadence. (...) Je n'ai pas la maligne intention de propager une doctrine de désespoir. Dans ce film, j'ai essayé de faire part du sentiment fort que j'éprouve devant le péril imminent qui menace le Bengale contemporain sur un plan économique, politique et social. (...) La première chose que nous avons sacrifiée à ce danger a été notre sensibilité. Cette faculté meurt petit à petit en nous ; c'est à cela que j'entends m'attaquer », dit-il.
Puis, il ajoute : « Le problème que je soulève dans Subarnarekha est celui très concret des réfugiés. Mais lorsque j'utilise ce mot de réfugié ou de personne déplacée, je n'entends pas seulement par là les personnes évacuées du Bengale oriental. Derrière ces mots, c'est d'une autre réalité dont je parle : dans le monde tel qu'il est aujourd'hui, nous sommes tous sans racines (...). J'ai cherché à élever ce mot de déplacé, à lui donner une valeur générale au-delà de son sens purement géographique. Pour le dire avec les mots d'Haraprasad (personnage du film joué par Bijan Bhattacharya), "nous sommes sans substance, impuissants", ou pour reprendre ceux de l'un des travailleurs de la presse au début du film : "Réfugié ! Mais qui n'est pas réfugié ?" Il s'agit de la même idée. (...) Tout mon être s'insurge lorsque j'entends parler de décadence à propos de mon film. Au cours du tournage, j'ai été influencé par la lecture de Shishu tirtha (Le Pèlerinage de l'enfant) de Rabindranath Tagore. C'est ainsi que les trois dernières lignes furent irrésistibles. Elles ne sont pas sombres. »